# Seventh Son of a Seventh Son
Seventh Son of a Seventh Son (englisch für: „Siebter Sohn eines Siebten Sohnes“) ist das siebte Studioalbum der britischen Heavy-Metal-Band Iron Maiden. Es gilt als das bislang einzige Konzeptalbum der Band. Es war das letzte Album mit Adrian Smith bis zu dessen Rückkehr im Jahr 1999. Das Album erreichte in den US-amerikanischen Albumcharts Platz 12, während es in Großbritannien die Top-Position erreichte.

## Entstehung
Iron Maiden waren nach den vorherigen Studioalben zu der weltweit beliebtesten und erfolgreichsten Heavy-Metal-Band aufgestiegen. Seit The Number of the Beast fanden sich alle Alben der Band in den Top 3 der britischen Charts wieder, obwohl BBC und viele andere bedeutende Radiosender weltweit sich weigerten, Songs der Band zu spielen.
Bassist und Bandkopf Steve Harris hatte eigenen Angaben zufolge im Vorfeld der Arbeiten am Nachfolger zu Somewhere in Time das Buch Seventh Son (dt.: „Der Siebente Sohn“) von Orson Scott Card gelesen. Dieses Buch ist der Auftakt zu einer Fantasy-Reihe, die auf einem westlichen Aberglauben basiert, der besagt, dass die siebte Tochter einer siebten Tochter oder der siebte Sohn eines siebten Sohnes übernatürliche Heilkräfte besitzen und außerdem in der Lage sein soll, in die Zukunft zu sehen. Harris schrieb daraufhin zunächst das Lied The Clairvoyant, welches sich mit der Frage auseinandersetzt, ob ein Hellseher auch den eigenen Tod voraussehen kann. Später wurden die übrigen Lieder innerhalb der Band im Rahmen des vorliegenden Konzeptes geschrieben.

## Inhalt
In seiner Bedeutung ist der textliche Inhalt des Albums bis heute sehr umstritten, da sich erst mit den letzten vier Liedern eine klare Erzählstruktur abzeichnet, viele Fans aber die ersten vier Lieder auch als Teile der Geschichte betrachten. Dabei ist es zu verschiedensten Interpretationen gekommen, die sich häufig widersprechen.
- Das erste Lied Moonchild wurde von den Werken Aleister Crowleys inspiriert. Es ist nur sehr schwer möglich, es in den Kontext der sich später entwickelnden Geschichte hineinzuinterpretieren, auch wenn man hier möglicherweise von einer Einführung in die Geschichte ausgehen kann.[3]

- Ähnlich verhält es sich mit Infinite Dreams, das gut als Beschreibung der alptraumhaften Visionen des Siebten Sohnes passen würde, in der Chronologie der Erzählung jedoch steht es vor der Geburt der Hauptfigur. Wie bei Moonchild kann man davon ausgehen, dass die hier dargestellte Figur gar nicht der Siebte Sohn, sondern dessen Vater ist.[3]

- Can I Play with Madness handelt von einer Prophezeiung, die sich auf verschiedene Weise in das Geschehen hineininterpretieren lässt. Wie vorher in Moonchild wird deutlich, dass die Geschichte des Siebten Sohnes im Endeffekt nur ein vordergründiger Konflikt im ewigen Kampf zwischen Gut und Böse ist.

- The Evil That Men Do enthält den kryptischsten Text des Albums. Es ist nicht eindeutig zu klären, wovon das Lied handelt. Man kann es als Beschreibung der Zeugung des Siebten Sohnes sehen, als teuflische Verführung, oder als unglückliche Liebesgeschichte. Der Titel wurde einem Zitat aus Shakespeares Julius Caesar entlehnt, das sich in verschiedenen Interpretationen wie ein roter Faden durch das Album zieht.[3]

- Erst bei Seventh Son of a Seventh Son ist das Konzept deutlich zu verstehen. Hier wird die Geburt der Hauptfigur beschrieben, und seine künftige Bestimmung angedeutet. Deutlich wird erneut der Einfluss guter und böser Kräfte, die versuchen, den Siebten Sohn für ihre Zwecke zu manipulieren.

- Die Erzählung macht bei The Prophecy einen Sprung um mehrere Jahre vorwärts und erzählt von einer Prophezeiung von drohendem Unheil, die von der Hauptfigur gemacht wird, jedoch von den gewarnten Menschen nicht anerkannt wird. Schließlich werden sie von einer Katastrophe, die nicht näher genannt wird, heimgesucht und machen anschließend die Hauptfigur dafür verantwortlich.

- In The Clairvoyant blickt der Siebte Sohn auf sein Leben zurück, und vermag es anschließend nicht, seinen eigenen Tod vorauszusehen, der ihn schließlich einholt.

- Das letzte Lied des Albums, Only The Good Die Young kann als Reflexion des Albums, insbesondere in seiner Darstellung des Kampfes zwischen Gut und Böse verstanden werden. Der Siebte Sohn war nur eine Spielfigur im Kampf der beiden Kräfte, der erneut keine Entscheidung brachte und bis in die Ewigkeit weiterzugehen scheint. Dabei lebt das Böse des Menschen (The Evil That Men Do) weiter, während das Gute mit ihm stirbt. Auch dieser Songtitel ist an ein Zitat aus Julius Caesar angelehnt, bei welchem Mark Anton sagt: „The evil that men do lives after them; The good is oft interred with their bones“. Beendet wird das Album durch ein Solo von Dave Murray, welches zugleich das Eröffnungssolo ist.

## Musik
Musikalisch gesehen ist Seventh Son of a Seventh Son das bis dato komplexeste und abwechslungsreichste Album der Band. Der experimentelle Prozess, der mit Somewhere in Time begann und vor allem die Verwendung von Synthesizern mit einschloss, wurde fortgesetzt. Ein Akustiksolo wie das am Ende von The Prophecy hatte es in der Form bei Iron Maiden nicht gegeben. Das komplexe Songwriting setzte verstärkt auf Kompositions-Teams: War bislang vor allem Steve Harris als Hauptsongschreiber der Band aktiv, waren jetzt Bruce Dickinson und Adrian Smith stärker denn je eingebunden. Auch Dave Murray wirkte bei einem Lied als Songschreiber mit.
Das Ergebnis ist ein Album, das sich deutlich von den vorhergehenden absetzt. Schnelle Rocker im Stil von The Trooper oder 2 Minutes to Midnight sucht man hier vergeblich, stattdessen finden sich längere, abwechslungsreichere Stücke auf dem Album.

## Tournee
Iron Maiden trat mit der darauffolgenden Welttournee erneut einen Triumphzug an, der mit der Headliner-Position des renommierten Monsters-Of-Rock-Festival in Donington Park gipfelte, welche allerdings durch ein tragisches Ereignis überschattet wurde. Hier spielte die Band nach großen Rock-Acts wie Megadeth, Guns n’ Roses und Kiss. Zu Beginn des Guns-N'-Roses-Set starben zwei junge Männer, die von der Menge erdrückt worden sind. Iron Maiden erfuhren erst nach ihrem Konzert von dem Unglück.
Iron Maiden blieben weiter Teil der Monsters-of-Rock-Festivals und spielten in ganz Europa als Headliner. Danach begann eine 10-tägige Tour durch Großbritannien. Am Ende der Tour veröffentlichte die Band ein Konzertvideo namens Maiden England.
Während sich die ersten drei Singles des Albums, Can I Play with Madness, The Evil That Men Do und The Clairvoyant, zu häufig gespielten Klassikern bei Konzerten etablieren konnten, verschwand das restliche Material nach der Tour wieder aus dem Programm. Erst auf der Somewhere Back in Time Tour 2008–09 kehrte Moonchild wieder in die Setlist zurück und der Titelsong wurde nach fast 24 Jahren wieder bei der Maiden England World Tour 2012–14 gespielt, welche sich überwiegend aus Liedern vom gleichnamigen Konzertvideo zusammensetzte.

## Titelliste
1. Moonchild (Adrian Smith, Bruce Dickinson) – 5:39
2. Infinite Dreams (Steve Harris) – 6:09
3. Can I Play with Madness (Adrian Smith, Bruce Dickinson, Steve Harris) – 3:31
4. The Evil That Men Do (Adrian Smith, Bruce Dickinson, Steve Harris) – 4:34
5. Seventh Son of a Seventh Son (Steve Harris) – 9:53
6. The Prophecy (Dave Murray, Steve Harris) – 5:05
7. The Clairvoyant (Steve Harris) – 4:27
8. Only the Good Die Young (Steve Harris, Bruce Dickinson) – 4:41

## Singles

### Can I Play with Madness
Can I Play with Madness wurde als erste Single veröffentlicht. B-Seite waren ein unveröffentlichtes Lied namens Black Bart Blues und eine Coverversion des Thin-Lizzy-Songs Massacre. Die Eigenkomposition handelt von einem Groupie, das in den Maiden-Tour-Bus einsteigt und „Black Bart“ vorgestellt wird. „Black Bart“ ist eine Ritterrüstung, die Iron Maiden auf einer Tour 1983 an einer Tankstelle gekauft haben. Am Ende des Lieds sind mehrere kurze Einspielungen von Nicko McBrain zu hören, die während der Aufnahmen zum Album mitgeschnitten wurden.
1. Can I Play with Madness – 3:30
2. Black Bart Blues – 6:41
3. Massacre – 2:54

### The Evil That Men Do
The Evil That Men Do enthält als B-Seite zwei ältere Stücke aus der Paul-Di’Anno-Ära, die hier zum ersten Mal von Bruce Dickinson im Studio eingesungen wurden.
1. The Evil That Men Do – 4:33
2. Prowler ’88 – 4:07
3. Charlotte The Harlot ’88 – 4:11

### The Clairvoyant
Alle Lieder der Single wurden beim legendären Auftritt der Band auf dem Monsters-of-Rock-Festival im Donington Park am 20. August 1988 mitgeschnitten.
1. The Clairvoyant (Live) – 4:27
2. The Prisoner (Live) – 6:08
3. Heaven Can Wait (Live) – 7:08

### Infinite Dreams
Die Singleauskopplung gehört thematisch zum Maiden England-Video. Alle drei Liveaufnahmen stammen von einem Doppelauftritt in Birmingham am 27. und 28. November 1988 und sind identisch mit den Video- und CD-Versionen. Eine Liveversion von Still Life ist hier erstmals auf einem offiziellen Tonträger der Band erhältlich.
1. Infinite Dreams (Live) – 6:04
2. Killers (Live) – 5:03
3. Still Life (Live) – 4:37

## Rezeption
Obwohl der wohl überwiegende Teil der Iron-Maiden-Fans das Album als Meisterwerk ansieht und es eines der beliebtesten der Band ist, wird das Album von anderen als zu kommerziell und „poppig“ im Klang bezeichnet. Diese Kritik richtet sich vor allem gegen Can I Play with Madness, das tatsächlich der bis dato größte Erfolg der Band war, auf Nummer 3 in den britischen Charts stieg und mehrere Wochen in den Top Ten verharrte.
Das Album stürmte ebenfalls die Charts und war nach The Number of the Beast das zweite Album der Band, das Platz 1 in Großbritannien erreichte. Ebenfalls bemerkenswert ist, dass vier Singles von dem Album veröffentlicht wurden, die alle Platzierungen in den Top Ten erreichten (Außer Can I Play with Madness waren das The Evil That Men Do, Nr. 3, The Clairvoyant, Nr. 5, Infinite Dreams, Nr. 6; die letzten beiden Singles waren Live-Aufnahmen).
Im Jahr 2007 verwendete Sony Can I Play With Madness für einen seiner TV-Werbespots.